# Сайдзё
Сайдзё (яп. 西条市 Сайдзё:-си) — город в Японии, находящийся в префектуре Эхимэ. Площадь города составляет 509,06 км², население — 109 719 человек (1 августа 2014), плотность населения — 215,53 чел./км².

## Географическое положение
Город расположен на острове Сикоку в префектуре Эхимэ региона Сикоку. С ним граничат города Ниихама, Тоон, Имабари и посёлки Кумакоген, Ино.

## Население
Население города составляет 109 719 человек (1 августа 2014), а плотность — 215,53 чел./км². Изменение численности населения с 1980 по 2005 годы:
| 1980 | 112 961 чел. |  |
| 1985 | 115 983 чел. |  |
| 1990 | 115 251 чел. |  |
| 1995 | 114 706 чел. |  |
| 2000 | 114 548 чел. |  |
| 2005 | 113 371 чел. |  |

## Символика
Деревом города считается Pinus thunbergii, цветком — цветок сакуры, птицей — обыкновенный зимородок.